# U-Bahnhof Kieferngarten
Der U-Bahnhof Kieferngarten (Kürzel der Münchner Verkehrsgesellschaft: KG) ist ein oberirdischer U-Bahnhof am Kieferngarten im Stadtteil Freimann der bayerischen Landeshauptstadt München. Er liegt an der Stammstrecke 1 der U-Bahn München und wird von der Linie U6 bedient.

## Geschichte
Die U-Bahn-Strecke zwischen den Bahnhöfen Kieferngarten, der unter dem Namen Kieferngartenstraße geplant war, und Goetheplatz ist die älteste U-Bahn-Strecke Münchens. Sie wurde ab dem 1. Februar 1965 gebaut und am 19. Oktober 1971 eröffnet. Die U6 endete hier, bis der U-Bahnhof Fröttmaning am 30. Juni 1994 in Betrieb ging. Die Aufzüge wurden nachgerüstet.
Der westliche Bahnsteig des U-Bahnhofs wurde vom 21. Mai bis zum 16. August 2013 gemeinsam mit der Westseite der Heidemannbrücke modernisiert. Um einen barrierefreien Zustieg zu ermöglichen, wurden die Bahnsteige um 5 Zentimeter erhöht, außerdem wurde das Dach saniert und neue Notrufsäulen aufgestellt. Die entsprechenden Umbaumaßnahmen auf der Ostseite laufen seit dem 12. April 2014.

## Lage und Umgebung
Der Bahnhof liegt am östlichen Rand der Siedlung Kieferngarten, parallel zu der in Nord-Süd-Richtung verlaufenden Kieferngartenstraße. Westlich daran schließt sich das Wohngebiet Freimanner Heide an. Ferner befindet sich südlich des Bahnhofs das MOC Veranstaltungscenter München.
Nach 1431 Metern Richtung Innenstadt, auf denen die Heidemannstraße auf der Heidemannbrücke überquert wird, erreichen die U-Bahnen den nächsten Bahnhof, den U-Bahnhof Freimann. In die Gegenrichtung folgt nach 830 Metern, nach einem Abzweig zur Technischen Basis, der U-Bahnhof Fröttmaning. Das Stadtzentrum (Bahnhof Marienplatz) ist gut acht Kilometer und etwa 15 Minuten Fahrzeit entfernt.

## Bahnhofsanlage

### Aufbau
Der Bahnhof ist wegen des Anschlusses zur Technischen Basis viergleisig mit zwei Mittelbahnsteigen ausgeführt. Damit sich die Wege der U-Bahnen an der plangleichen Abzweigung möglichst selten kreuzen, halten die durchfahrenden U-Bahnen an den westlichen Bahnsteigkanten, die in oder aus dem Betriebshof fahrenden an den östlichen. Beide Mittelbahnsteige sind nur über Fahr- und Festtreppen und jeweils einen Aufzug an ihrem Südende zugänglich; diese führen in ein unterirdisches Sperrengeschoss, das ebenfalls über Fest- und Rolltreppen und Aufzüge von der Kieferngartenstraße im Westen sowie von einem Seniorenheim an der Bauernfeindstraße im Osten erreichbar ist.

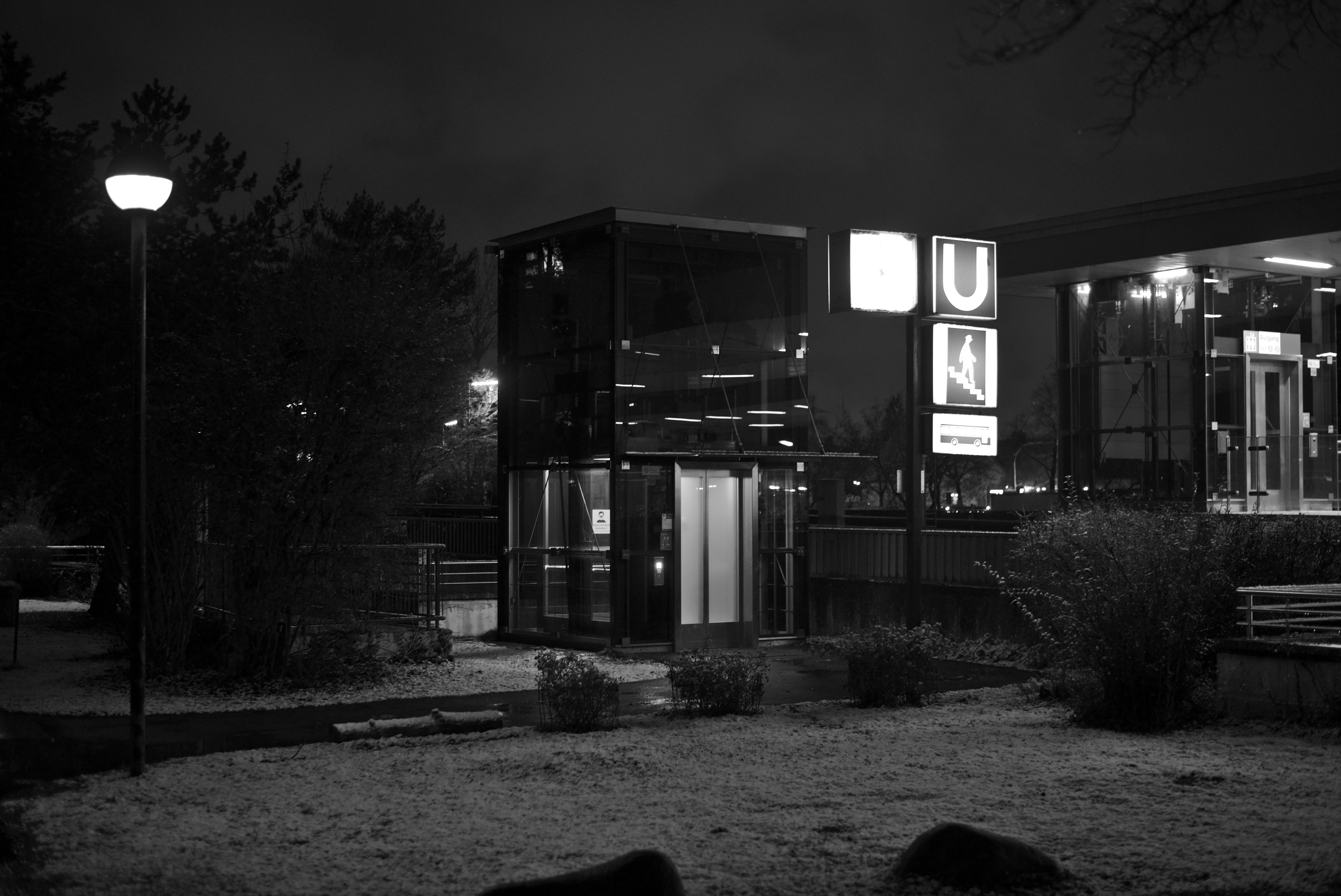
Aufzug auf der Seite des Seniorenheims

### Gestaltung
Die südlichen zwei Drittel der Bahnsteige sind jeweils von einem säulengestützten Betondach überdacht. Die Unterseite der Dächer ist mit Aluminium-Lamellen überdeckt, wobei für die Lampen Aussparungen gelassen wurden. Die Säulen sind mit schwarzen Fliesen gekachelt, der Boden ist mit Gehwegplatten ausgelegt. Die Aufzugschächte sind mit blauem Glas verkleidet.

## Verkehr
Die U6 verkehrt am Bahnhof alle 10 Minuten, in den Stoßzeiten alle 5 Minuten. In den Hauptverkehrszeiten endet jede zweite U-Bahn in Fröttmaning.
| Linie | Linienverlauf |
| ----- | --- |
| U6    | Garching-Forschungszentrum – (2560 m) – Garching – (1827 m) – Garching-Hochbrück – (4208 m) – Fröttmaning – (830 m) – Kieferngarten – (1431 m) – Freimann – (1087 m) – Studentenstadt – (660 m) – Alte Heide – (740 m) – Nordfriedhof – (813 m) – Dietlindenstraße – (712 m) – Münchner Freiheit – (579 m) – Giselastraße – (744 m) – Universität – (788 m) – Odeonsplatz – (640 m) – Marienplatz – (884 m) – Sendlinger Tor – (843 m) – Goetheplatz – (677 m) – Poccistraße – (624 m) – Implerstraße – (1236 m) – Harras – (837 m) – Partnachplatz – (760 m) – Westpark – (1084 m) – Holzapfelkreuth – (1050 m) – Haderner Stern – (1097 m) – Großhadern – (731 m) – Klinikum Großhadern |

An der Kieferngartenstraße befindet sich ein Busbahnhof, an dem fünf Stadt- und eine Nachtbuslinie halten. Da die Bundesautobahn 9 in der Nähe der Station eine Anschlussstelle besitzt, wurde am Bahnhof ein Park-and-Ride-Parkhaus errichtet, außerdem befindet sich dort ein Bike-and-Ride-Parkhaus.